# Lynk & Co 03
La Lynk & Co 03 est une berline à trois volumes du constructeur automobile chinois Lynk & Co produite en Belgique à partir de la mi-2019.

## Présentation
Le 31 juillet 2018, Lynk & Co présente des images de la version de série de la Lynk & Co 03, qui sera produite à partir de la fin 2019, basée sur la même plateforme que les 01 et 02.

## Caractéristiques techniques
Le 03 repose sur la plateforme modulaire CMA (Compact Modular Architecture) du constructeur Volvo, servant au XC40.

## Concept-cars

### Lynk & Co 03 concept

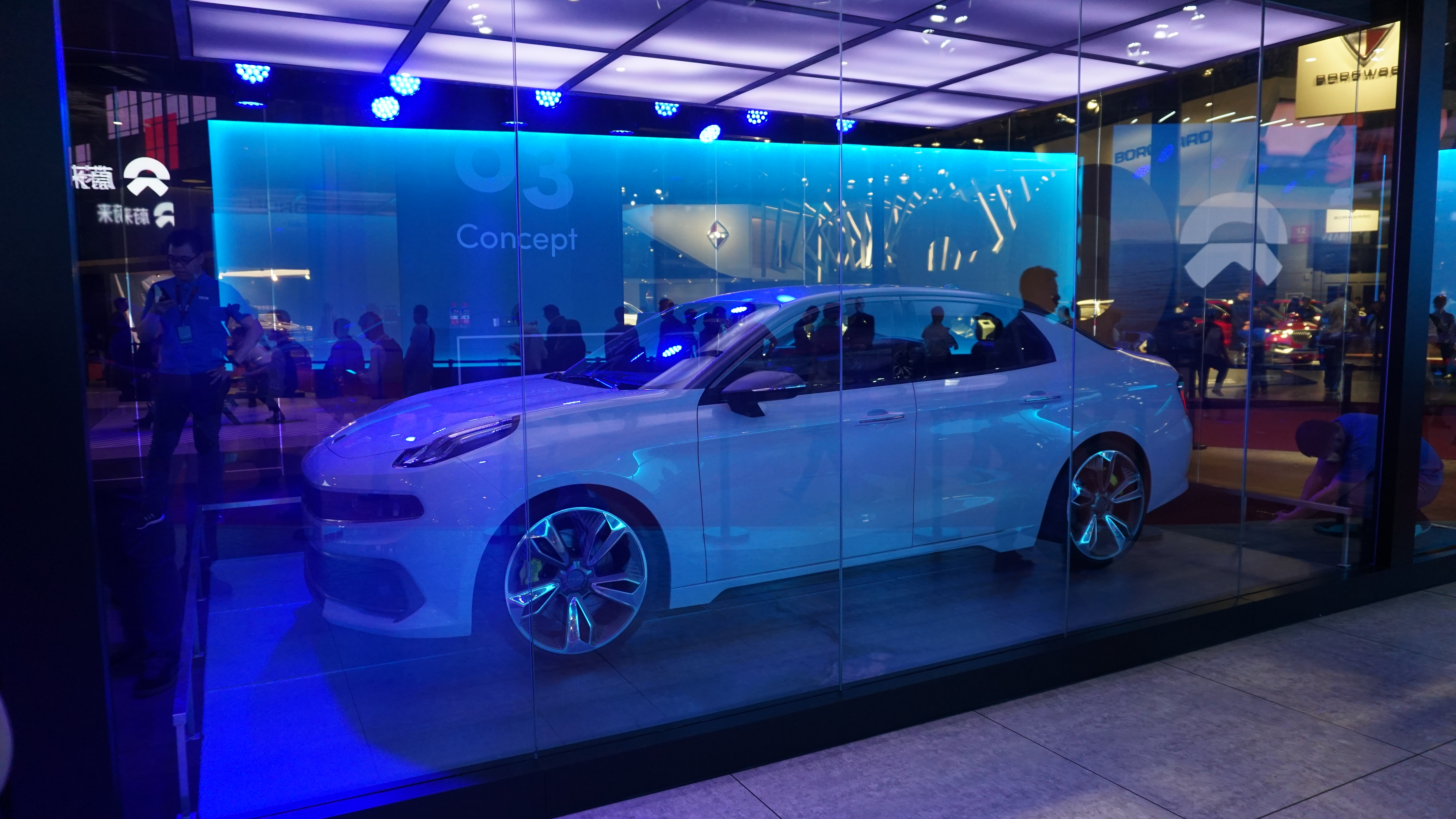
Lynk & Co 03

La Lynk & Co 03 est préfigurée par le concept-car de berline présentée en avril 2017, au Salon automobile de Shanghai, une berline tri-corps basée sur la Volvo V40.

### Lynk & Co 03 TCR
En octobre 2018, Lynk & Co présente le concept-car Lynk & Co 03 TCR concept, annonçant la participation du constructeur en 2019 à la Coupe du monde FIA des voitures de tourisme (World Touring Car Cup (WTCR)). La version course Lynk & Co 03 TCR qui développe 350 ch est pilotée par le champion du monde WTCC 2017 Thed Björk.

### Lynk & Co 03 Cyan Racing
En mars 2019, le constructeur chinois présente une version de tourisme dérivée la 03 TCR de compétition, réalisée en collaboration avec Cyan Racing, l'équipe engagée en WTCC.